# Enzo Scifo
Vincenzo "Enzo" Daniele Scifo (La Louvière, 19 de fevereiro de 1966) é um ex-futebolista e atual treinador de futebol belga.

## Carreira
Nascido em La Louvière, uma cidade localizada na região da Valônia, Scifo tem ascendência italiana. Seu talento fez com que recebesse o apelido que o acompanhou durante boa parte da carreira: O pequeno Pelé. Aos 14 anos, saiu do R.A.A. Louviéroise para o Anderlecht, em 1982.
Profissionalizou-se em 1983, aos 17 anos, e durante a primeira passagem pelos Mauves, ganhou 3 Campeonatos nacionais, 2 Copas da Bélgica e 2 Supercopas. Seu desempenho chamou a atenção de clubes importantes da Europa. A Inter de Milão conseguiu contratar o jovem atacante em 1987, porém não repetiu o mesmo sucesso, tendo marcando apenas 4 vezes em 28 partidas. Deixou os Neriazzurri no ano seguinte para jogar na França.
Entre 1988 e 1989, Scifo jogou no Bordeaux e no Auxerre, novamente sem êxito (com exceção do AFA, onde atuou em 67 jogos e marcou 25 gols). Voltou à Itália em 1990, agora para defender as cores do Torino. Desta vez, o Príncipe (novo apelido dado pelos torcedores belgas) não fez feio: marcou 16 gols em 62 partidas, e ganhou a Taça da Itália.
Em 1993, voltaria ao futebol francês, para jogar no Monaco. Na equipe do principado, disputou 91 partidas e marcou 20 gols, além de ter conquistado o Campeonato Francês de 1996-97. Já veterano, Scifo acertou sua volta ao Anderlecht, 10 anos após ter deixado o clube. Na segunda passagem pelos Mauves, o Príncipe conquistaria os últimos título da carreira, ao sagrar-se campeão nacional em 1999-00 e da Copa da Liga, aos 34 anos.
Ainda em 2000, assinou com o Charleroi, com o objetivo de aumentar a popularidade do clube. Porém, as lesões prejudicaram o desempenho de Scifo, que disputou apenas 12 partidas e marcou 3 gols. As dores na coluna obrigaram o jogador a encerrar sua carreira, aos 35 anos. Pouco depois, virou técnico do Charleroi, onde permaneceria até 2002. Treinaria também Tubize,  Mouscron e Mons, além da equipe Sub-21 da Bélgica, entre 2015 e 2016.

## Seleção Belga
Estreou com a camisa da Seleção Belga em 1984, com apenas 18 anos, numa partida contra a Hungria. Dois anos depois, disputava sua primeira Copa do Mundo, em 1986, tendo marcado contra o Iraque e a União Soviética, ajudando a equipe a ficar na quarta posição e ganhando o prêmio de melhor jogador jovem da competição.
Disputou ainda as Copas de 1990 (marcou um belo gol contra o Uruguai), 1994 e 1998, onde ficou na reserva (jogou contra México e Coreia do Sul) e viu a equipe amargar uma eliminação na fase de grupos. Em 14 anos de carreira internacional, Scifo esteve presente em 84 partidas e marcou 18 gols. É um dos 3 jogadores belgas a disputar 4 Copas na história da seleção, juntamente com Franky Van Der Elst e Marc Wilmots.

## Títulos
RSC Anderlecht
- Campeonato Belga: 1984-85, 1985-86, 1986-87 e 1999-00.
- Copa da Bélgica: 1988 e 1989.
- Copa da Liga da Bélgica: 2000.
- Supercopa da Bélgica: 1985 e 1987.

Torino
- Copa da Itália: 1991.

Monaco
- Ligue 1: 1997.